# Colegas
Pour plus de détails, voir Fiche technique et Distribution.
Colegas est un film espagnol réalisé par Eloy de la Iglesia, produit par José Antonio Pérez Giner, sorti en 1982.

## Synopsis
Antonio et Rosario sont deux frères et sœurs qui vivent en banlieue de Madrid. José est un amigo de Antonio et amant de Rosario, et tous les trois doivent faire face à une dure recherche d'emploi. Antonio et José décident de se livrer à prostitution dans un sauna gay.

## Fiche technique
- Titre : Colegas
- Réalisation : Eloy de la Iglesia
- Scénario : Gonzalo Goicoechea et Eloy de la Iglesia
- Musique : Miguel Botafogo
- Photographie : Hans Burmann et Antonio Cuevas
- Montage : José Salcedo
- Production : J. A. Pérez Giner
- Société de production : Ópalo Films
- Pays :  Espagne
- Genre : Drame
- Durée : 117 minutes
- Dates de sortie : 
  -  Espagne : 25 octobre 1982 (Madrid)

## Distribution
- Antonio Flores : Rulio, le fils
- Rosario Flores : Elia, la sexologue
- José Luis Manzano (es) : José
- José Manuel Cervino : le père de Antonio Flores
- Queta Ariel : Ilona, la sœur de Rulio
- Francisco Casares
- Isabel Perales
- José Luis Fernández Eguia « El Pirri »
- Ricardo Márquez
- Luis Romero
- Omar Butler
- Tony Valento
- Antonio Betancourt
- Bárbara Moya
- Lou Belliard